# Jeremy Sumpter
Jeremy Robert Myron Sumpter (Monterey, 5 febbraio 1989) è un attore statunitense.

## Biografia
È nato in California ma è cresciuto in una piccola città del Kentucky, dove la sua famiglia si è trasferita quando lui era bambino. Nel 2000, a undici anni, la famiglia di Jeremy si trasferì a Los Angeles.

### Carriera
Sumpter è entrato nell'agenzia International Modeling and Talent Association all'età di 11 anni e ha iniziato la sua carriera da modello in Kentucky.
Il suo primo ruolo in un film è stato in Frailty - Nessuno è al sicuro del 2001. Sumpter ha ricevuto una candidatura ai Saturn Award per la Migliore interpretazione di un attore emergente per la sua performance. In seguito, è apparso con Danny Glover nel film Just a Dream, per la quale ha ricevuto un Young Artist Award.
Nel luglio 2002, all'età di 13 anni, Sumpter è stato selezionato per il ruolo di protagonista in Peter Pan, girato in Australia. Sumpter è cresciuto di parecchi centimetri durante le riprese del film, e la cosa fu un problema per la produzione.
Sumpter ha vinto sia un Saturn e Young Artist Award per questo film.
Nel 2004 ha recitato nella serie TV Clubhouse, nel ruolo di un ragazzo che ottiene il suo lavoro da sogno: fare il battitore per una grande squadra di baseball. La serie però è stata cancellata dalla CBS dopo soli cinque episodi per i bassi ascolti; tutti gli 11 episodi realizzati da allora sono stati trasmessi su canali via cavo/satellite.
Sumpter ha trascorso l'estate del 2005 in Oregon per girare la commedia adolescenziale The Sasquatch Gang, uscito nel novembre 2006. Ha avuto un piccolo ruolo nel film An American Crime del 2007, ed è anche apparso in un episodio di CSI: Miami.
Ha avuto dei ruoli anche in You're So Cupid, Soul Surfer e Death and Cremation.

## Vita privata
Nel novembre 2011 inizia una relazione con l'attrice Jessica Banuel.
Nel dicembre 2015 annuncia il suo imminente matrimonio con Lauren Pacheco.
Nell'ottobre 2016 la coppia si lascia, annullando il proprio fidanzamento.

## Filmografia

### Cinema
- Frailty - Nessuno è al sicuro (Frailty), regia di Bill Paxton (2001)
- Local Boys, regia di Ron Moler (2002)
- Just a Dream, regia di Danny Glover (2002)
- Peter Pan, regia di P. J. Hogan (2003)
- The Sasquatch Gang, regia di Tim Skousen (2006)
- An American Crime, regia di Tommy O'Haver (2007)
- Calvin Marshall, regia di Gary Lundgren (2009)
- Incantesimi d'amore (You're So Cupid), regia di John Lyde (2010)
- Death and Cremation, regia di Justin Steele (2010)
- Soul Surfer, regia di Sean McNamara (2011)
- Excision, regia di Richard Bates Jr. (2012)
- Hiding, regia di Thomas J. Wright (2012) Uscito in home video
- Animal - Il segreto della foresta (Animal), regia di Brett Simmons (2014)
- Into the Storm, regia di Steven Quale (2014)
- The Cullng, regia di Rustam Branaman (2015)
- The Squeeze, regia di Terry Jastrow (2015)
- Take Down, regia di Jim Gillespie (2016)
- The Legend of 5 Mile Cave, regia di Brent Christy (2019)
- Sargasso, regia di Adam Sigal (2019)

### Televisione
- Raising Dad - serie TV, 1 episodio (2001)
- E.R. - Medici in prima linea (ER) - serie TV, 1 episodio (2001)
- Murphy's Dozen, regia di Gavin O'Connor - film TV (2001)
- Squadra Med - Il coraggio delle donne (Squadra Med) - serie TV, 1 episodio (2002)
- Clubhouse - serie TV, 11 episodi (2004-2005)
- Cyber Seduction: His Secret Life, regia di Tom McLoughlin - film TV (2005)
- CSI: Miami - serie TV, 1 episodio (2007)
- Friday Night Lights - serie TV, 20 episodi (2008-2010)
- The Glades - serie TV, 1 episodio (2012)
- Stitchers – serie TV, 1 episodio (2015)
- Le sorelle dello sposo (Sisters of the Groom), regia di Bradford May – film TV (2017)

## Riconoscimenti
- IMTA Award
  - 2000 – Modello pre-adolescente maschio dell'anno
- Phoenix Film Critics Society Award
  - 2004 – Candidatura per Miglior performance come giovane in un ruolo da protagonista o di supporto per Peter Pan
- Saturn Award
  - 2003 – Candidatura per Miglior attore emergente per Frailty – Nessuno è al sicuro
  - 2004 – Miglior attore emergente per Peter Pan
- Young Artist Award
  - 2003 – Miglior performance in un Film TV, Miniserie, Special o Pilot – Giovane attore protagonista per Just a Dream
  - 2004 – Miglior performance in un film – Giovane attore protagonista per Peter Pan
  - 2006 – Candidatura per Miglior performance in un Film TV, Miniserie, Special o Pilot – Giovane attore protagonista per Cyber Seduction: His Secret Life

## Doppiatori italiani
Nelle versioni in italiano delle opere in cui ha recitato, Jeremy Sumpter è stato doppiata da:
- Alessio Puccio in Peter Pan
- Jacopo Castagna in Soul Surfer
- Daniele Giuliani in Animal - Il segreto della foresta
- Fabrizio De Flaviis in Friday Night Lights
- Mirko Cannella in The Glades
- Francesco Venditti in Into the Storm